# Infiniti Essence
L'Infiniti Essence est un concept-car dessiné par Infiniti pour célébrer le vingtième anniversaire de la marque. Le véhicule est dévoilé lors du Salon international de l'automobile de Genève de 2009,. La voiture est une automobile hybride électrique et est parmi les premières voitures éconergétiques qu'Infiniti a créé.

## Historique
Le véhicule est dessiné par Takashi Nakajima, directeur du design d'Infiniti. Son apparence est une interprétation moderne du "coke bottle styling", un style très populaire au cours des années 1960 et 1970 à l'échelle internationale. Le design d'intérieur a été initialement conçu par Paul Ray dans le studio Nissan Design Europe basé à Paddington, Londres. À la suite du choix du concept intérieur, il a ensuite été développé et construit au Japon.
Le concept-car ne devait pas entrer en production, mais les éléments de la voiture ont été prévus pour être incorporés dans les modèles Infiniti ultérieurs.

## Motorisation
La motorisation comprend un moteur à essence de 3.7 L V6 avec deux turbocompresseurs produisant 430 ch, et un moteur électrique (nommé 3D Motor) produisant 160 ch pour un couple de 500 N m, pour une puissance combinée de 590 ch.
Le moteur électrique est alimenté par une batterie lithium-ion dans la partie inférieure du coffre.

## Équipement

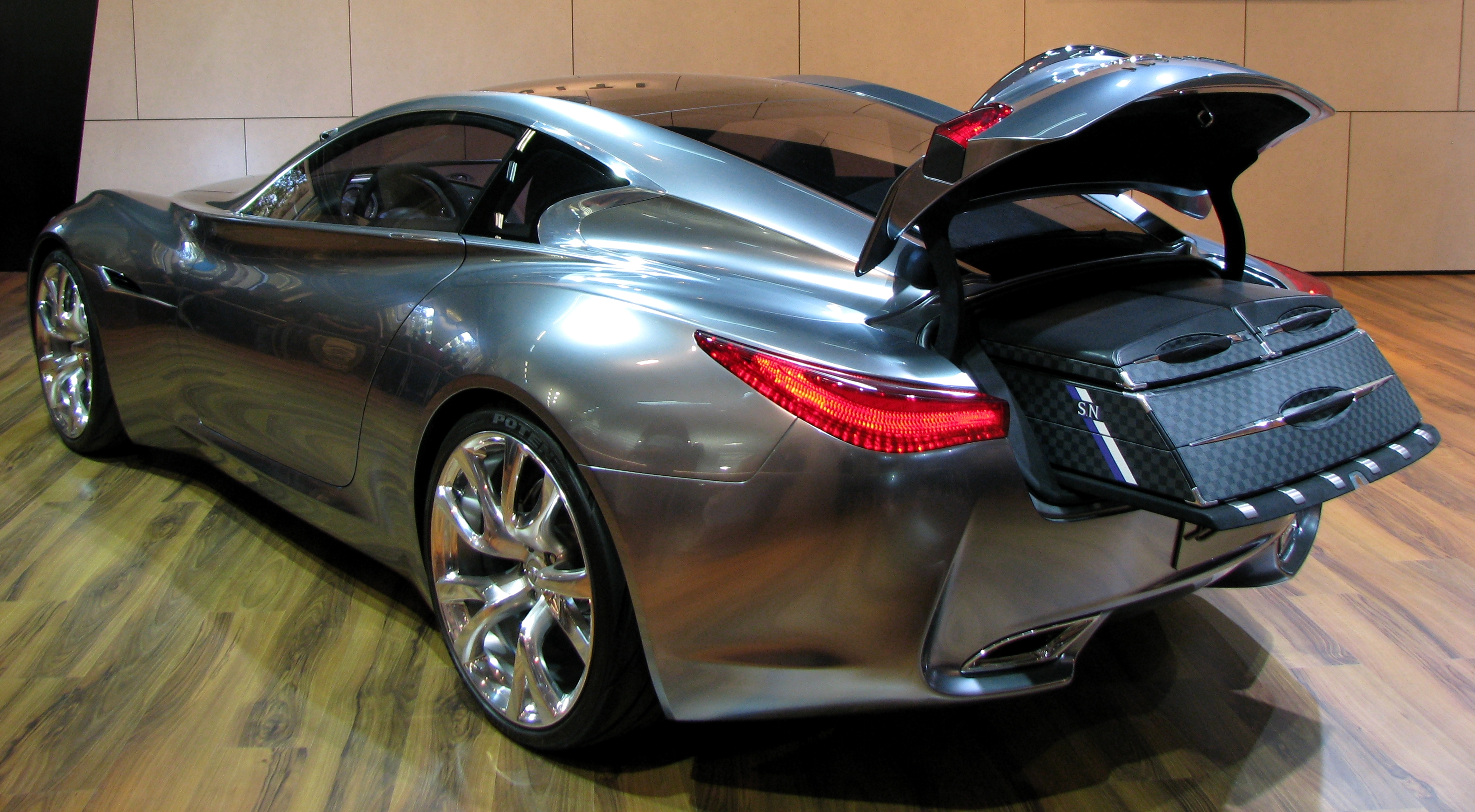
Le bagage à trois pièces Louis Vuitton dans le coffre

Un ensemble de valises à trois pièces Louis Vuitton s'insère dans le coffre, et le plancher glisse lorsque le coffre est ouvert pour accéder aux bagages.
L'Infiniti Essence contient également des éléments de sécurité pour prévenir les collisions à l'arrière et sur le côté connues sous le nom de Side Collision Prevention (SCP) and Back-up Collision Prevention (BCP). Des capteurs sur les côtés et à l'arrière avertissent le conducteur quand un véhicule est détecté. Les freins sont activés si l'avertissement est ignoré.